# Ishida to Asakura
Ishida to Asakura (яп. 石田とあさくら Исида то Асакура, Исида и Асакура) — манга в жанре комедия, созданная Масао в 2011 году и адаптированная как аниме-сериал в 2013 году студиями Dax Production и Hotline.

## Сюжет
История двух старшеклассников, стоического Исиды и развратного Асакуры, а также их одноклассников и преподавателей. Асакура одержим женщинами с пышными формами и мечтает стать учителем, чтобы всегда быть в окружении привлекательных девушек. Исида же мечтает открыть после окончания школы цветочный магазин вместе с Асакурой и проявляет к нему неоднозначные чувства.

## Персонажи
Асакура (яп. あさくら)
Сэйю — Нобуниса Накамото
Главный герой, старшеклассник, мечтающий стать учителем для того, чтобы целый день находиться среди девушек. Одержим женской грудью. Носит афро, немного заикается.
Исида (яп. 石田)
Сэйю — Сюта Морисима
Лучший друг Асакуры. Всегда серьёзен. После окончания школы мечтает открыть цветочный магазин со своим другом. Резко реагирует на попытки Ямады привлечь к себе внимание Асакуры. Вероятно, испытывает к Асакуре чувства.
Ямада (яп. 山田)
Сэйю — Тору Сакураи
Одноклассник Асакуры и Исиды. Стереотипный нерд в очках с толстыми стеклами и выделяющимися передними зубами. После окончания школы хочет открыть книжный магазин с Асакурой, за что в каждом эпизоде жестоко «убивается» Исидой. Является также гением робототехники, и в одном из эпизодов сконструировал роботическую версию себя для сражения с Исидой.

## Музыка
Опенинг
- Doki Doki Doku (ドキドキドク), исполняет Rayli (玲里).